# Lyngsmose befästning

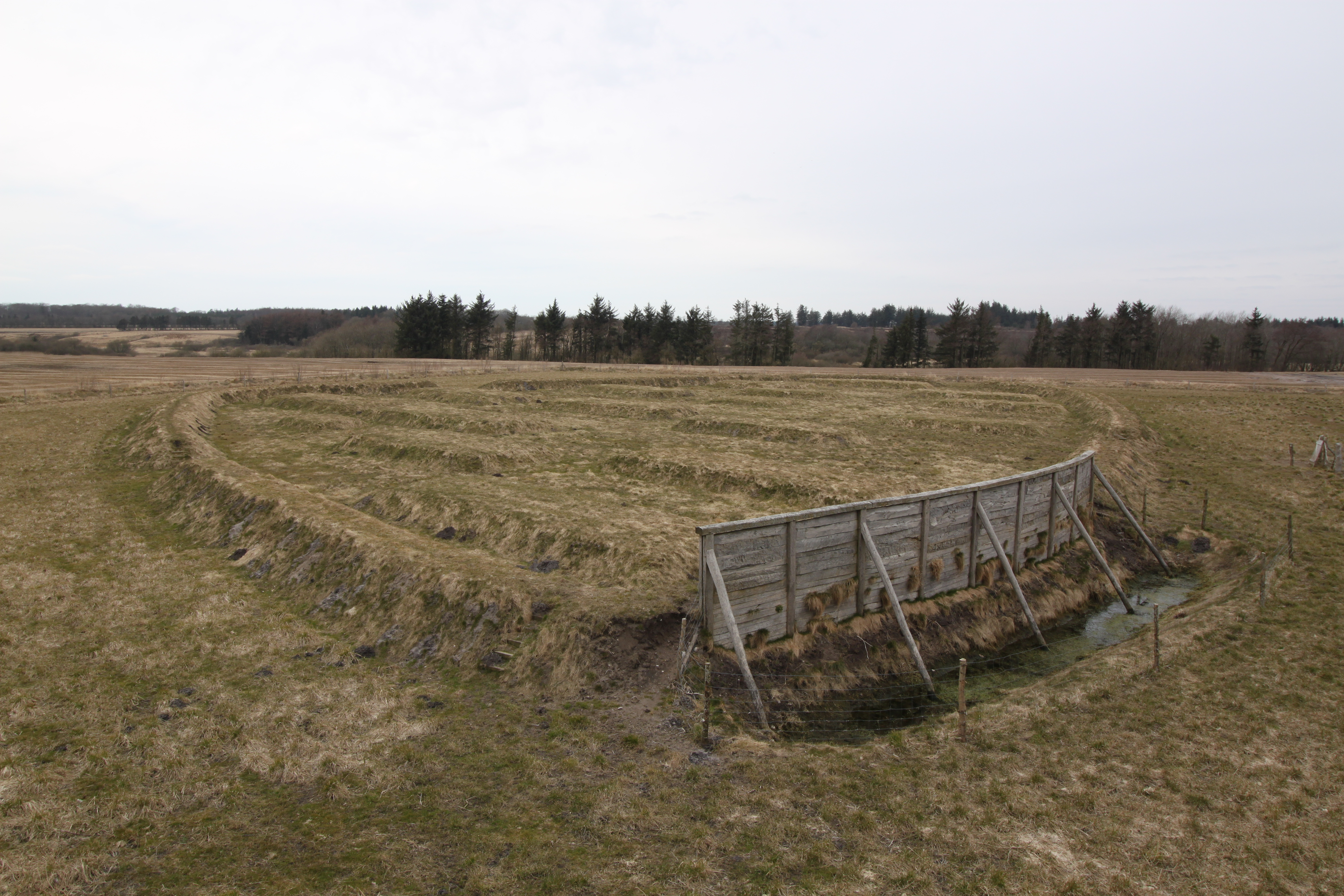

Lyngsmose befästning är en befäst järnåldersby på västra Jylland i Danmark från cirka 100 f.Kr.
Byns konturer avtecknade sig på en åkermark vid en flygfotografering 1977. Byn undersöktes arkeologiskt 1999–2002 och man fann då en vall som varit pallisadbeklädd, en omgivande vallgrav med spetsiga uppstickande träpinnar i dess botten samt 15 långhus innanför vallen. Vallen hade fyra portar, en i varje väderstreck. Vallen och husens placering har nu markerats med torvblock och ett område med utsiktsplats har avsatts för besökare.